# Saudi International
Le tournoi Saudi International est un tournoi de squash masculin qui se tient en décembre à Khobar en Arabie saoudite. Il faisait partie entre 2005 et 2009 du PSA World Series, catégorie la plus prestigieuse du PSA World Tour. Le tournoi était parrainé par ATCO, la compagnie de Ziad Al-Turki, également président de la Association professionnelle de squash,. La première édition se tient en 2005 et la dernière édition en 2009.

## Palmarès
| Année | Champion                                            | Finale                                              | Score en finale                                     |
| ----- | --------------------------------------------------- | --------------------------------------------------- | --------------------------------------------------- |
| 2010  | Pas de tournoi à cause du Championnat du monde 2010 | Pas de tournoi à cause du Championnat du monde 2010 | Pas de tournoi à cause du Championnat du monde 2010 |
| 2009  | Ramy Ashour                                         | Nick Matthew                                        | 11-7, 7-11, 11-9, 9-11, 11-8                        |
| 2008  | Karim Darwish                                       | Grégory Gaultier                                    | 11-9, 11-5, 3-11, 11-8                              |
| 2007  | Amr Shabana                                         | Ramy Ashour                                         | 11-5, 11-5, 1-11, 11-9                              |
| 2006  | Amr Shabana                                         | Grégory Gaultier                                    | 11-7, 11-9, 11-4                                    |
| 2005  | Jonathon Power                                      | Anthony Ricketts                                    | 11-4, 11-9, 4-11, 11-5                              |